# Proboszczowice (województwo łódzkie)
Proboszczowice – wieś w Polsce położona w województwie łódzkim, w powiecie sieradzkim, w gminie Warta.
Wieś arcybiskupstwa gnieźnieńskiego w powiecie sieradzkim województwa sieradzkiego w końcu XVI wieku. W Proboszczowicach aktywna jest jednostka OSP. Młodzieżowa drużyna wzięła udział w Mistrzostwach Polski w Wiśle 2016.

## Historia
Wieś przed 1335 r. stanowiła własność arcybiskupów gnieźnieńskich i zamieniona została na Korytków (należący do Tomisława i Bartłomieja z Glinna). Zamianę tę potwierdził książę sieradzki Przemysław. W XIX w. Proboszczowice wraz z sąsiednimi Grzybkami były donacją rosyjskiego gen. hr. Karola Ferdynanda Tolla, (zastępcy gen. Iwana Paskiewicza), który w ten sposób (otrzymał również dobra uniejowskie wraz z zamkiem) został wynagrodzony za stłumienie powstania listopadowego.
W latach 1975–1998 miejscowość położona była w województwie sieradzkim.